# Лінія-Ханулуй
Лінія-Ханулуй (рум. Linia Hanului) — село у повіті Вилча в Румунії. Входить до складу комуни Ніколає-Белческу.
Село розташоване на відстані 145 км на північний захід від Бухареста, 13 км на південь від Римніку-Вилчі, 88 км на північний схід від Крайови, 118 км на південний захід від Брашова.

## Населення
За даними перепису населення 2002 року у селі проживали 326 осіб, усі — румуни. Усі жителі села рідною мовою назвали румунську.